# Liste der Abgeordneten zum Südtiroler Landtag (XII. Legislaturperiode)
Die Liste der Abgeordneten zum XII. Südtiroler Landtag listet alle bei der Landtagswahl 1998 gewählten Abgeordneten und etwaige Nachrücker auf.

## Abgeordnete
| Mitglied des Landtages | Partei oder Wahlbündnis                                    |
| ---------------------- | ---------------------------------------------------------- |
| Roland Atz             | Südtiroler Volkspartei                                     |
| Walter Baumgartner     | Südtiroler Volkspartei                                     |
| Hans Berger            | Südtiroler Volkspartei                                     |
| Luigi Cigolla          | Il Centro – Unione Democratica dell’Alto Adige             |
| Herbert Denicolò       | Südtiroler Volkspartei                                     |
| Michele Di Puppo       | Popolari – Alto Adige Domani                               |
| Luis Durnwalder        | Südtiroler Volkspartei                                     |
| Arthur Feichter        | Südtiroler Volkspartei                                     |
| Werner Frick           | Südtiroler Volkspartei                                     |
| Luisa Gnecchi          | Progetto Centrosinistra – Mitte-Links-Projekt              |
| Giorgio Holzmann       | Alleanza Nazionale – I Liberali                            |
| Bruno Hosp             | Südtiroler Volkspartei                                     |
| Sabina Kasslatter Mur  | Südtiroler Volkspartei                                     |
| Eva Klotz              | Union für Südtirol                                         |
| Alois Kofler 1         | Südtiroler Volkspartei                                     |
| Cristina Kury          | Grüne                                                      |
| Martina Ladurner 2     | Südtiroler Volkspartei                                     |
| Michl Laimer           | Südtiroler Volkspartei                                     |
| Seppl Lamprecht        | Südtiroler Volkspartei                                     |
| Pius Leitner           | Die Freiheitlichen                                         |
| Antonino Lo Sciuto 3   | Lista Civica – Forza Italia – Centro Cristiano Democratico |
| Siegfried Messner      | Südtiroler Volkspartei                                     |
| Beniamino Migliucci 4  | Lista Civica – Forza Italia – Centro Cristiano Democratico |
| Mauro Minniti          | Alleanza Nazionale – I Liberali                            |
| Hanspeter Munter       | Südtiroler Volkspartei                                     |
| Franz Pahl             | Südtiroler Volkspartei                                     |
| Andreas Pöder          | Union für Südtirol                                         |
| Albert Pürgstaller     | Südtiroler Volkspartei                                     |
| Otto Saurer            | Südtiroler Volkspartei                                     |
| Donato Seppi           | Unitalia – Fiamma Tricolore                                |
| Martha Stocker         | Südtiroler Volkspartei                                     |
| Hermann Thaler         | Südtiroler Volkspartei                                     |
| Richard Theiner        | Südtiroler Volkspartei                                     |
| Alessandro Urzì        | Alleanza Nazionale – I Liberali                            |
| Carlo Willeit          | Ladins                                                     |
| Rosa Zelger Thaler     | Südtiroler Volkspartei                                     |
| Alessandra Zendron     | Grüne                                                      |